# Competenze residuali
Le competenze residuali, altresì chiamate poteri riservati o potestà residuali, sono, all'interno di uno Stato, quei poteri che non sono né vietati né esplicitamente conferiti dalla legge ad alcun organo statale. 
Tali poteri, oltre al potere generale di “competenza”, sono conferiti generalmente da una Costituzione, secondo il principio di sussidiarietà, e di proposito non ben definiti nella forma ma comunque giuridicamente regolati e soggetti ad esame costituzionale, vista l'impossibilità delle carte costituenti di dettagliare, aggiornare e definire nella legislazione ogni atto consentito alle istituzioni.
Al contrario, sono detti “Competenze enumerate” (o esplicite), quei poteri che sono chiaramente attribuiti, in numero limitato, ad una certa autorità; se non possono essere attribuiti o delegati ad altre autorità, sono altresì detti “esclusivi”.

## Per paese

### Paesi con un regime giuridico basato sullaCommon Law
Il Regno Unito e i paesi il cui sistema legale è basato sulla Common Law, come Canada, India, Israele e Irlanda, hanno quadri legali simili di poteri residuali.

#### Australia
In Australia, nonostante la natura centralizzata della Costituzione, l'Alta Corte ha adottato la "dottrina dei poteri riservati", la quale è stata utilizzata fino al 1920 per preservare quanta più autonomia per Stati fosse possibile ottenere tramite l'interpretazione volta a questo scopo della Costituzione. Questa pratica è cambiata con il caso giudiziario Amalgamated Society of Engineers v. Adelaide Steamship Co Ltd, detto anche "il caso degli ingegneri", che ha portato a conferire poteri riservati al Commonwealth.

#### Canada
In Canada c'è una netta divisione fra competenze federali e nazionali, e per questo motivo i poteri riservati spettano al solo governo federale.

#### Nepal
In controtendenza al classico assetto federale, che generalmente prevede l’attribuzione delle competenze riservate agli stati federati, in Nepal, secondo quanto prescritto dalla Costituzione del 2015 (Art. 58), le competenze residuali non direttamente menzionate nel testo costituzionale ricadono direttamente sulla Federazione.

#### Stati Uniti
Negli Stati Uniti il Decimo emendamento della Costituzione afferma che "qualsiasi potere non esplicitamente concesso al governo federale spetta esclusivamente agli Stati". Tuttavia, dalla seconda guerra mondiale, la Corte Suprema si è sempre pronunciata contro i casi che mettevano in discussione i poteri del Congresso, con eccezioni durante il periodo della "Corte Rehnquist". In effetti, la Corte Suprema ha dichiarato che il Congresso ha il potere di determinare la portata della propria autorità.